# Diego Giuliano

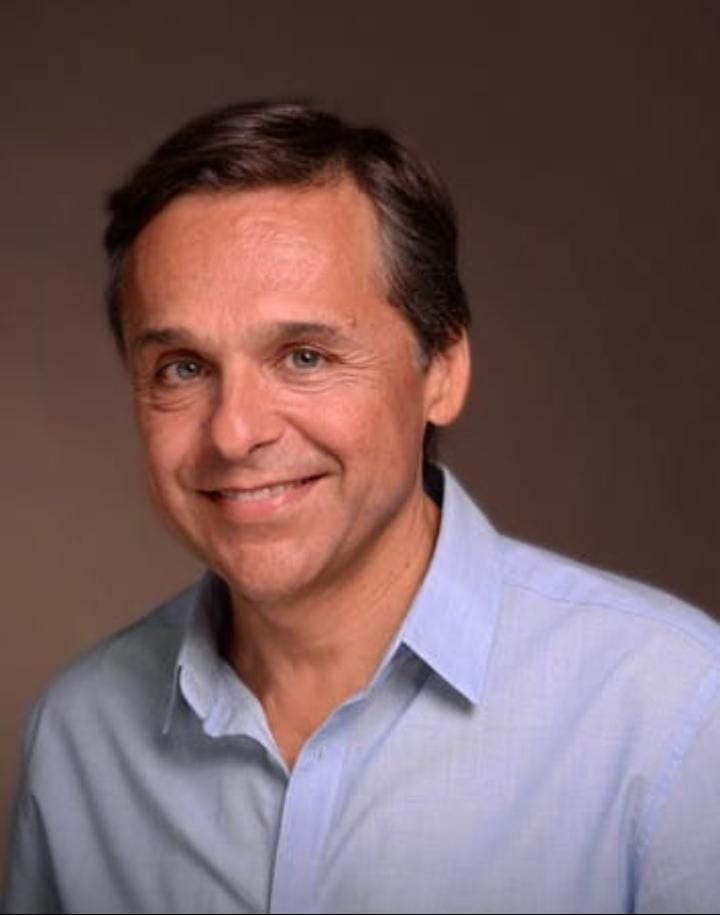
Diego Giuliano (2022)

Diego Alberto Giuliano (* 14. Januar 1965 in Rosario (Santa Fe)) ist ein argentinischer Rechtsanwalt, Professor und Politiker.
Giuliano studierte an der Universidad de Buenos Aires und der Universität Salamanca in Spanien. Seine politische Laufbahn begann er 2002 in der Provinz Santa Fe in verschiedenen Funktionen. Im Jahr 2019 war er Unterstaatssekretär für institutionelle und politische Innovation der Provinz Santa Fe und im Jahr 2020 wurde er in die Nationale Kommission für Verkehrsregulierung berufen. Im Jahr 2021 ernannte ihn der argentinische Verkehrsminister Alexis Guerrera zum Sekretär für Transport. Nachdem Guerrera aus persönlichen Gründen sein Amt niedergelegt hatte, berief Präsident Alberto Ángel Fernández Giuliano im Dezember 2022 zum Nationalen Verkehrsminister (spanisch ministro de Transporte de la Nación). Er behielt das Amt bis zum Ende der Amtszeit Fernández’ im Dezember 2023.